# Chnumhotep III.
Chnumhotep III. byl šlechtic, úředník a kněz ve starověkém Egyptě za vlády faraonů Senusreta II. a Senusreta III.

## Život
Chnumhotep III. byl synem nomarchy Chnumhotepa II. a členem mocné rodiny úředníků, kterou založil jeho pradědeček Chnumhotep I. a která sídlila v Men'at Chufu. Již jako mladý muž se Chnumhotep dostal na královský dvůr a byl vyslán na několik misí, nejprve k Rudému moři, poté do Byblosu. Za vlády Senusreta III. se stal nejvyšším správcem a později i vezírem. Chnumhotep je znám především z nápisů v hrobce svého otce a ze své vlastní hrobky připojené k pyramidě Senusreta III.